# Peeping Mom
«Peeping Mom» (укр. «Мама, яка підглядає») — вісімнадцята серія двадцять шостого сезону мультсеріалу «Сімпсони», прем'єра якої відбулась 19 квітня 2015 року у США на телеканалі «Fox».

## Сюжет
Повертаючись додому, Мардж виявляє, що частина Спрінґфілда повністю зруйнована. Лу пояснює, що хтось викрав бульдозер з будмайданчика і катався на ньому містом. Шеф Віґґам оголошує, що винуватцем «може» бути Барт, однак Барт каже, що він взагалі не брав участі в інциденті. Віґґам передає хлопчика його матері, щоб та з'ясувала, як Барт пов'язаний з інцидентом.
Тим часом Ліса дізнається, що у Фландерсів з'явився новий песик на ім'я Баз (скорочено від Махер-шалал-ахаз-баз). З часом з Базом зв'язується Гомер, ігноруючи Маленького Помічника Санти.
Впертість Барта спонукає Мардж слідувати за ним усюди, поки він не зізнається. Однак Барт повторює, що не знає, про що говорить Мардж, і дратується тим, що Мардж продовжує слідувати за ним і надмірно захищати. Зрештою Мардж набридає відраза сина і його впертість, тож вона відмовляється від свого плану піклуватись про сина.
Близькість Гомера і База засмучує Неда, і він вирішує віддати собаку своєму сусідові. Однак Гомер радить йому залишити його, оскільки Нед стане кращим господарем, ніж Гомер, який в очах База — «просто інший пес, якого він любить, але нікого не матиме».
Пізніше Мілгаус зустрічається з Бартом, де той ділиться планом зіпсувати свято на честь 50-річчя знаку «Спрінґфілд» (англ. Springfield). Він планує збити літери так, щоб залишилось лише «фі» (англ. fie), — вигуку для передачі огиди жителям.
Перед початком церемонії виявляється, що Барт і справді був винуватцем інциденту, і планує створити новий інцидент з тим же бульдозером. Однак, при здійсненні плану Барт знаходить у своєму рюкзаку трохи смаженої курки, яку Мардж приготувала для нього, тож сумління, зрештою, перемагає. Подумавши трохи, він змінює витівку так, що залишити літери «F» і «D» як данину пожежному департаменту (ПД, англ. FD) Спрінґфілда, що викликає захоплення у натовпа. Врешті-решт Барт визнає свою провину Мардж, яка вгамовується, коли син обнімає її. Хоча Віґґам і заарештовує хлопчика, але дозволяє йому обійняти Мардж.
У фінальній сцені Ліса скаржиться Мардж, що, стеживши за Бартом, та не пильнувала її з Меґґі. Пізніше Гомер просить вибачення у Маленького Помічника Санти за те, що ігнорував його. Після цього Маленький Помічник Санти та Баз готуються до бою в стилі Далекого Заходу, однак, зрештою просто обнюхують один одному зади.

## Цікаві факти і культурні відсилання
- Серія вийшла рівно через 28 років після найпершої появи Сімпсонів на «Шоу Трейсі Ульман» 1987 року.

## Ставлення критиків і глядачів
Під час прем'єри серію переглянули 3,23 млн осіб з рейтингом 1.4.
Денніс Перкінс з «The A.V. Club» дав серії оцінку B-, сказавши, що «серія просто занурюється недостатньо глибоко, щоб бути чимось іншим, ніж приклад пізніх розсіяних Сімпсонів».
Згідно з голосуванням на сайті The NoHomers Club більшість фанатів оцінили серію на 4/5 із середньою оцінкою 3,09/5.